# Lanvénégen
Lanvénégen (tiếng Breton: Lannejenn) là một xã ở tỉnh Morbihan trong vùng Bretagne tây bắc Pháp. Xã này có diện tích 29,42 km², dân số năm 1999 là 1180 người. Khu vực này có độ cao từ 52-188 mét trên mực nước biển.
Cư dân của Lanvénégen danh xưng trong tiếng Pháp là Lanvénégenois.